# Café Stafetten
Café Stafetten er en historisk café beliggende på det Indre Østerbro på Gunnar Nu Hansens Plads 9 i København. 
Caféen som er fra 1914 hører til Idrætshuset og blev opført som udskænkningssted for idrætsudøverne. En tekst på bygningen fortæller, at den blev benyttet af de største danske sportspersonligheder, men under 2. verdenskrig var stedet mest kendt for at gemme modstandsfolk i kælderen. Det tog en kunstmaler  næsten 19 måneder at male de mange forskellige detaljer på den indendørs udsmykning.
I caféen serveres der traditionel dansk mad, med inspiration fra det amerikanske.
 Der er for få eller ingen kildehenvisninger i denne artikel, hvilket er et problem. Du kan hjælpe ved at angive troværdige kilder til de påstande, som fremføres i artiklen.

|  | Denne artikel om en bygning eller et bygningsværk kan blive bedre, hvis der indsættes et (bedre) billede. Du kan hjælpe ved at afsøge Wikimedia Commons for et passende billede eller lægge et op på Wikimedia Commons med en af de tilladte licenser og indsætte det i artiklen. |

55°42′14.4″N 12°34′28.8″Ø / 55.704000°N 12.574667°Ø